# Raleigh (Misisipi)
Raleigh es un pueblo del Condado de Smith, Misisipi, Estados Unidos. Según el censo de 2000 tenía una población de 1.255 habitantes y una densidad de población de 96.1 hab/km².

## Demografía
Según el censo de 2000, había 1.255 personas, 482 hogares y 334 familias residiendo en la localidad. La densidad de población era de 96,1 hab./km². Había 550 viviendas con una densidad media de 42,1 viviendas/km². El 59,76% de los habitantes eran blancos, el 39,68% afroamericanos, el 0,08% amerindios, el 0,32% de otras razas y el 0,16% pertenecía a dos o más razas. El 0,64% de la población eran hispanos o latinos de cualquier raza.
Según el censo, de los 482 hogares en el 34,0% había menores de 18 años, el 51,0% pertenecía a parejas casadas, el 14,5% tenía a una mujer como cabeza de familia y el 30,7% no eran familias. El 28,6% de los hogares estaba compuesto por un único individuo y el 15,6% pertenecía a alguien mayor de 65 años viviendo solo. El tamaño promedio de los hogares era de 2,56 personas y el de las familias de 3,17.
La población estaba distribuida en un 27,7% de habitantes menores de 18 años, un 8,2% entre 18 y 24 años, un 26,6% de 25 a 44, un 23,4% de 45 a 64 y un 14,0% de 65 años o mayores. La media de edad era 35 años. Por cada 100 mujeres había 83,5 hombres. Por cada 100 mujeres de 18 años o más, había 80,0 hombres.
Los ingresos medios por hogar en la localidad eran de 26.316 dólares ($) y los ingresos medios por familia eran 31.458 $. Los hombres tenían unos ingresos medios de 28.646 $ frente a los 16.417 $ para las mujeres. La renta per cápita para la ciudad era de 13.982 $. El 24,2% de la población y el 18,9% de las familias estaban por debajo del umbral de pobreza. El 32,1% de los menores de 18 años y el 25,7% de los habitantes de 65 años o más vivían por debajo del umbral de pobreza.

## Geografía
Según la Oficina del Censo de los Estados Unidos, Raleigh tiene un área total de 13,1 km² de los cuales 13,1 km² corresponden a tierra firme y 0,1 km² a agua. El porcentaje total de superficie con agua es 0,40%.